# Audrey La Rizza
Audrey La Rizza (ur. 21 kwietnia 1981) – francuska judoczka. Olimpijka z  Pekinu 2008, gdzie zajęła dziewiętnaste miejsce w wadze półlekkiej.
Uczestniczka mistrzostw świata w 2007 i 2009. Pierwsza w zawodach drużynowych w 2006. Startowała w Pucharze Świata w latach 2000–2005, 2007 i 2009–2011. Wicemistrzyni Europy w 2007; piąta w 2008. Pierwsza w drużynie w 2004. Wygrała igrzyska frankofońskie w 2001. Złota medalistka uniwersjady w 2003. Zdobyła dwa medale na akademickich MŚ. Mistrzyni Francji w 2003, 2007 i 2010 roku.

## Letnie Igrzyska Olimpijskie 2008
| Konkurencja | Eliminacje          | Klas. końcowa |
| Konkurencja | Przeciwnik I        | Miejsce       |
| ----------- | ------------------- | ------------- |
| 52 kg       | Ilse Heylen (BEL) P | 19.           |